# Hirundichthys oxycephalus
Hirundichthys oxycephalus är en fiskart som först beskrevs av Pieter Bleeker 1852.  Hirundichthys oxycephalus ingår i släktet Hirundichthys och familjen Exocoetidae. Inga underarter finns listade i Catalogue of Life.